# Nukutulueatama
L'escull de Beveridge (en niueà: Nukutulueatama) és un atol despoblat i majoritàriament submergit situat a la Zona econòmica exclusiva de Niue. Ha estat la causa de l'encallament o l'enfonsament de diversos vaixells de pesca.

## Característiques

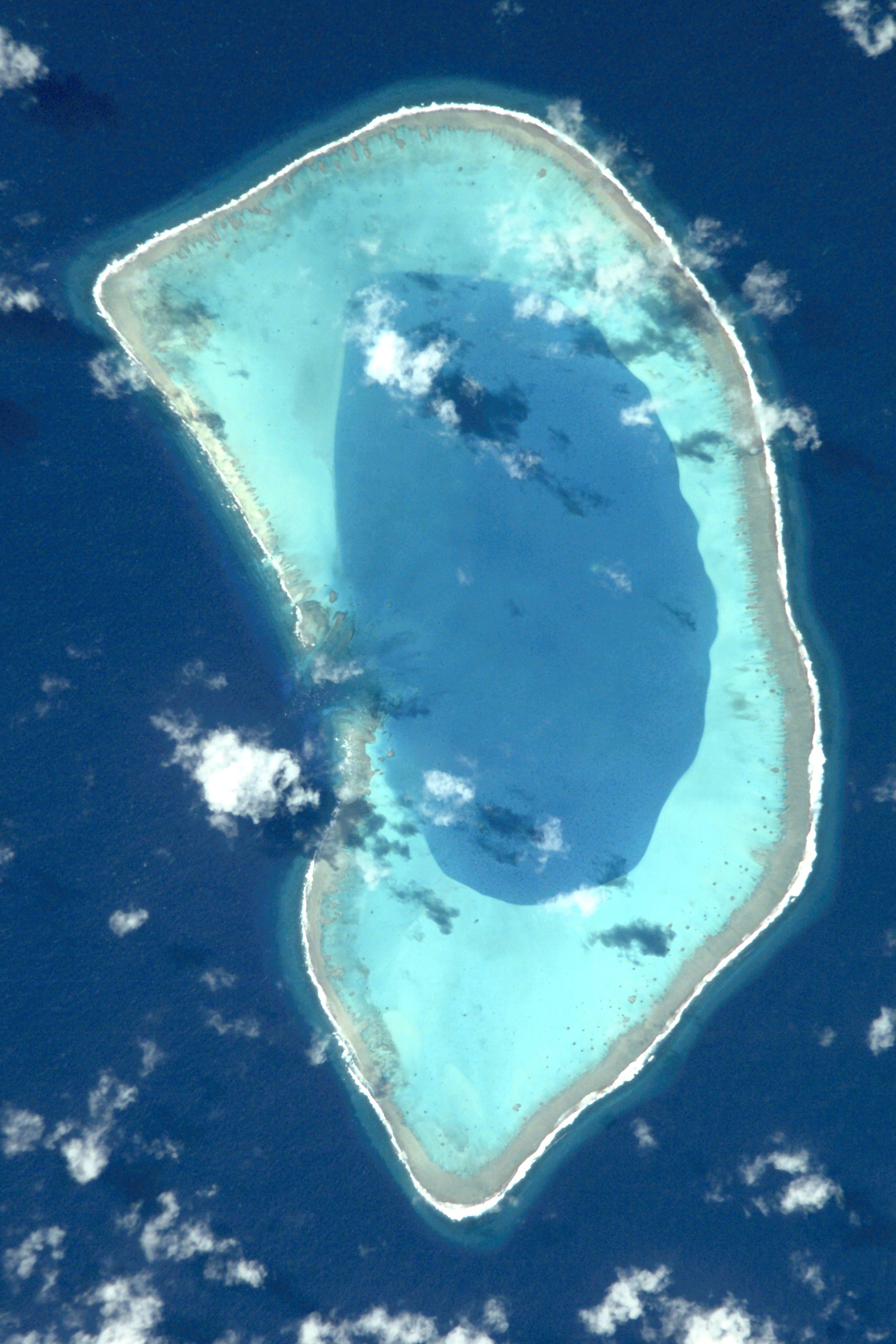
Escull de Beveridge vist des de l'espai

L'escull de Beveridge és un atol de corall que es troba a aproximadament 237 km (147 milles) de Niue i 840 km (520 milles) de les Illes Cook. L'escull està normalment submergit, amb una petita part visible amb la marea baixa.

## Nàufrags
L'escull és el lloc de freqüents naufragis:
- El 1918, la goleta James H. Bruce.[7]
- A l'escull es pot veure el Nicky Lou de Seattle, un vaixell de pesca amb casc de fibra de vidre que va encallar a l'escull.[8][9]
- El 2017, el catamarà Avanti.[10][11]